# Brave New World (아이언 메이든의 음반)
| 전문가 평가      | 전문가 평가 |
| 평가 점수        | 평가 점수   |
| 출처             | 점수        |
| ---------------- | ----------- |
| AllMusic         | [ 2 ]       |
| Blabbermouth.net | 5/10        |
| BW&BK            | 10.0/10     |
| Classic Rock     | [ 5 ]       |
| Kerrang!         | 5/5         |
| NME              | 4/10        |
| Sputnikmusic     | 4.5/5       |

《Brave New World》는 2000년 5월 29일에 발매된 영국의 헤비 메탈 밴드 아이언 메이든의 열두 번째 스튜디오 음반이다. 이 음반은 오랜 기간 리드 싱어 브루스 디킨슨 (1993년 탈퇴)과 기타리스트 아드리안 스미스 (1990년 탈퇴)의 복귀 이후 첫 스튜디오 발매였으며, 1990년 스미스를 대체한 야닉 거스가 밴드에 잔류하면서 밴드의 첫 스튜디오 녹음도 6부작으로 했다.
커버 아트와 타이틀곡은 올더스 헉슬리가 쓴 동명의 소설에 대한 언급이다. 커버 아트의 상반부는 데릭 리그스가, 하반부는 디지털 아티스트 스티브 스톤이 만들었다.
〈The Wicker Man〉과 〈Out of the Silent Planet〉은 모두 싱글로 발매되었다. 〈The Wicker Man〉의 홍보 라디오 발표에서는 다른 버전의 노래에는 등장하지 않고 후렴구에 추가 보컬이 수록되었다.
Brave New World Tour는 이 음반을 지지하는 투어였으며, 이 기간 동안 락 인 리오에서의 쇼가 녹음되었고 이후 라이브 음반과 영상으로 발매되었다.
《Brave New World》는 영국 음반 차트에서 7위로 정점을 찍었고, 이후 골드 인증을 받았다. 미국에서 빌보드 200에서 39위로 데뷔했으며, 2008년에 닐슨 사운드스캔 시스템에 307,000개 이상의 판매고를 기록했다.

## 노래 및 구성
대부분의 곡들은 The Ed Hunter Tour 이전에 작곡되었고 후에 파리의 기욤 텔 스튜디오에서 녹음되었다. 이 음반은 밴드가 프로듀서 케빈 셜리와 함께 녹음한 첫 번째 음반이었고, 스튜디오에서 라이브로 녹음한 첫 번째 음반이었다.
아드리안 스미스와의 인터뷰에 따르면, 〈The Nomad〉, 〈Dream of Mirrors〉, 〈The Mercenary〉는 원래 1998년 《Virtual XI》를 위해 작곡되었고, 전 보컬리스트인 블레이즈 베일리는 〈Dream of Mirrors〉에 일부 가사를 제공했다고 주장했으나 인정받지 못했다. 스티브 해리스에 따르면, 그 기간 동안 〈Blood Brothers〉에 대한 작업도 시작되었지만, 그 당시에는 완성되지 않았다.
〈Brave New World〉는 스튜디오 발매를 지원하는 다음 투어인 Dance of Death World Tour에 다시 등장한 유일한 음반이었다. 비록 많은 사람들이 The Final Frontier World Tour를 통해 돌아왔지만, 음반의 어떤 트랙도 A Matter of Life and Death Tour 동안 연주되지 않았고, 2010년 동안 타이틀곡인 〈The Wicker Man〉, 〈Ghost of the Navigator〉, 〈Blood Brothers〉가 연주되었다. 〈Blood Brothers〉는 The Book of Souls World Tour로 돌아왔고 〈The Wicker Man〉도 Legacy of the Beast World Tour를 위해 돌아왔다.
스티브 해리스가 돌아가신 아버지를 위해 작곡한 〈Blood Brothers〉는 로니 제임스 디오가 5월 16일 세상을 떠난 후, 2010년 월드 투어 경기 내내 헌정되었다. 호주에서 시작된 2011년 투어에서는 2월 22일 2011년 크라이스트처치 지진의 영향을 받은 밴드 멤버와 관객의 희생자와 친구, 가족에게 〈Blood Brothers〉가 헌정되었다. 투어가 진행되면서, 이 곡은 2011년 도호쿠 지진과 쓰나미의 희생자와 이집트와 리비아의 반란, 그리고 이후 2011년 노르웨이 테러의 희생자들에게 바쳐졌다. 2012년 《En Vivo!》의 라이브 공연은 2012년 12월 6일 그래미 어워드 최우수 하드 록/메탈 퍼포먼스 부문 후보에 올랐다.

## 곡 목록
| #   | 제목                                    | 작사·작곡                                     | 재생 시간 |
| --- | --------------------------------------- | --------------------------------------------- | --------- |
| 1.  | 〈The Wicker Man〉                      | 아드리안 스미스, 스티브 해리스, 브루스 디킨슨 | 4:35      |
| 2.  | 〈Ghost of the Navigator〉              | 야닉 거스, 디킨슨, 해리스                     | 6:50      |
| 3.  | 〈Brave New World〉                     | 데이브 머레이, 디킨슨, 해리스                 | 6:18      |
| 4.  | 〈Blood Brothers〉                      | 해리스                                        | 7:14      |
| 5.  | 〈The Mercenary〉                       | 거스, 해리스                                  | 4:42      |
| 6.  | 〈Dream of Mirrors〉                    | 거스, 해리스                                  | 9:21      |
| 7.  | 〈The Fallen Angel〉                    | 스미스, 해리스                                | 4:00      |
| 8.  | 〈The Nomad〉                           | 머레이, 해리스                                | 9:06      |
| 9.  | 〈Out of the Silent Planet〉            | 거스, 디킨슨, 해리스                          | 6:25      |
| 10. | 〈The Thin Line Between Love and Hate〉 | 머레이, 해리스                                | 6:28      |

## 인증
| 국가                                                  | 인증 | 판매량/출하량 |
| ----------------------------------------------------- | ---- | ------------- |
| 브라질 (Pro-Música Brasil)                            | 골드 | 100,000*      |
| 캐나다 (뮤직 캐나다)                                  | 골드 | 50,000^       |
| 핀란드 (Musiikkituottajat)                            | 골드 | 16,316        |
| 독일 (BVMI)                                           | 골드 | 150,000^      |
| 그리스 (IFPI 그리스)                                  | 골드 | 15,000^       |
| 폴란드 (ZPAV)                                         | 골드 | 0*            |
| 스페인 (PROMUSICAE)                                   | 골드 | 50,000^       |
| 스웨덴 (GLF)                                          | 골드 | 40,000^       |
| 영국 (BPI)                                            | 골드 | 100,000^      |
| *판매량을 기반으로 한 인증 ^출하량을 기반으로 한 인증 |      |               |